# Batalla de La Hogaza
La Batalla de La Hogaza sucedió el 2 de diciembre de 1817 en el contexto de la Guerra de Independencia de Venezuela, entre las fuerzas independentistas y realistas.

## Antecedentes
Cuando se produjo la conquista de Angostura, el capitán general Pablo Morillo volvía de la fracasada expedición a Isla Margarita. Se instaló en Calabozo para ir sobre José Antonio Páez contra provincia de Apure. El brigadier Miguel de la Torre estaba acantonado en El Calvario. Simón Bolívar con tres batallones remontaba el río Orinoco para unirse a Pedro Zaraza, llegando a Santa María de Ipire, mientras Juan Bautista Arismendi estaba en Cabruta con infantes y lanchas. Zaraza concentraba sus hombres en el hato de Belén. El brigadier Latorre salió el 28 de noviembre salió contra este último, marchando sólo de noche para evitar ser descubierto. Al llegar a Santa Rita se enteró de que desde Cabruta Arismedi enviaba mil caballos a Zaraza para recomponer su división. El español decidió atacar cuanto antes.
El plan original de Bolívar era que el general José Francisco Bermúdez se uniera a Zaraza y después él mismo marcharía para formar un ejército que tomaría San Fernando de Apure. Mientras José Tadeo Monagas amenazaría Barcelona para distraer al enemigo. Si todo salía bien, pronto Barcelona, Cumaná y Caracas caerían en su poder. Pronto decidió que Bermúdez debía ir a Cumaná.

## Orden de batalla
| Comandante en Jefe - Miguel de la Torre Oficialidad - Coronel Pedro González Villa Unidades y Comandantes Infantería - Batallón -expedicionario- "Unión" (Valencey): 550 infantes - Batallón -expedicionario- "Castilla" (Hostalrich): 450 infantes Caballería - Lanceros venezolanos: 100 jinetes - Húsares de Fernando VII (2 escuadrones expedicionarios): 250 jinetes |

| Comandante en Jefe - Pedro Zaraza Oficialidad - Jefe de Estado Mayor Martínez Unidades y comandantes Infantería - Batallón de línea "Valeroso" - Batallón de línea "Tiradores" - Batallón de línea "Margariteño" Caballería - 8 escuadrones de la izquierda (Infante) - 2 escuadrones de la derecha (Rondón) |

## Batalla
En la mañana del 2 de diciembre, en el pueblo de Murianga, cerca de la quebrada de Manapire, Latorre se encontró con un grupo de exploradores independentistas. Los derrotó sin problemas y les persiguió hasta el campamento principal del enemigo. Se encontró a Zaraza esperando en formación de combate en la parte alta. La casa del hato estaba sobre un morro que dominaba el terreno que llegaba hasta el río. El batallón Valerosos estaba en el centro con dos cañones. El coronel Julián Infante formaba su caballería en el ala izquierda y el coronel Juan José Rondón en la derecha. Latorre decidió batallar. Formó cada uno de sus dos cañones en columnas cerradas al mando de su segundo, el coronel González Villa, y flanqueado por la caballería, comandada por el teniente coronel Juan Juez y el sargento mayor Diego Aragonés se dedicó a perseguir a los vencidos en lo que pudo. La línea realista avanzó 300 metros y resistió las tres cargas que la caballería enemiga hizo contra ellos. La infantería independentista colapsó y se dispersó. Pero los jinetes realistas apenas pudieron perseguirlos. El coronel González Villa murió, Latorre permaneció en el hato hasta día 4 para regresar a Calabozo.

## Consecuencias
El jefe realista, Pablo Morillo, que estaba en Concepción de Matillure canceló la expedición y se retira a Calabozo, donde estaba convaleciente Miguel de La Torre. Retrocedieron a Valencia, a donde llegaron el 8 de diciembre. Aunque ambas vanguardias experimentaron escaramuzas, Páez enfermó al ocupar Apurito y se retiró a Achaguas..
Al saber de la derrota, Bolívar que estaba en San Diego de Cabrutica, volvió a Angostura dejando las tropas al mando del general Pedro León Torres e hizo una leva de todos los hombres de la provincia de Guayana entre 14 y 60 años.. Poco después Páez se entrevistó con Bolívar y se inició la Campaña de Centro. En la Batalla de La Hogaza murió combatiendo el ayudante del Estado Mayor, Guillermo Palacios Bolívar, hijo de Juana Bolívar Palacios, y por lo tanto sobrino del Libertador.